# Église Saint-Pierre de Bar-sur-Aube
Pour les articles homonymes, voir Église Saint-Pierre.
L'église Saint-Pierre est une église catholique située à Bar-sur-Aube, en France.

## Localisation
L'église est située dans le département français de l'Aube, sur la commune de Bar-sur-Aube.

## Historique
Elle fut fondée par Nocher et son épouse Adélaïde et fut unie au chapitre Saint-Maclou de Bar-sur-Aube en 1378. Le clocher fut frappé par la foudre le 24 mai 1706 et fortement abîmé, les sept cloches détruites.

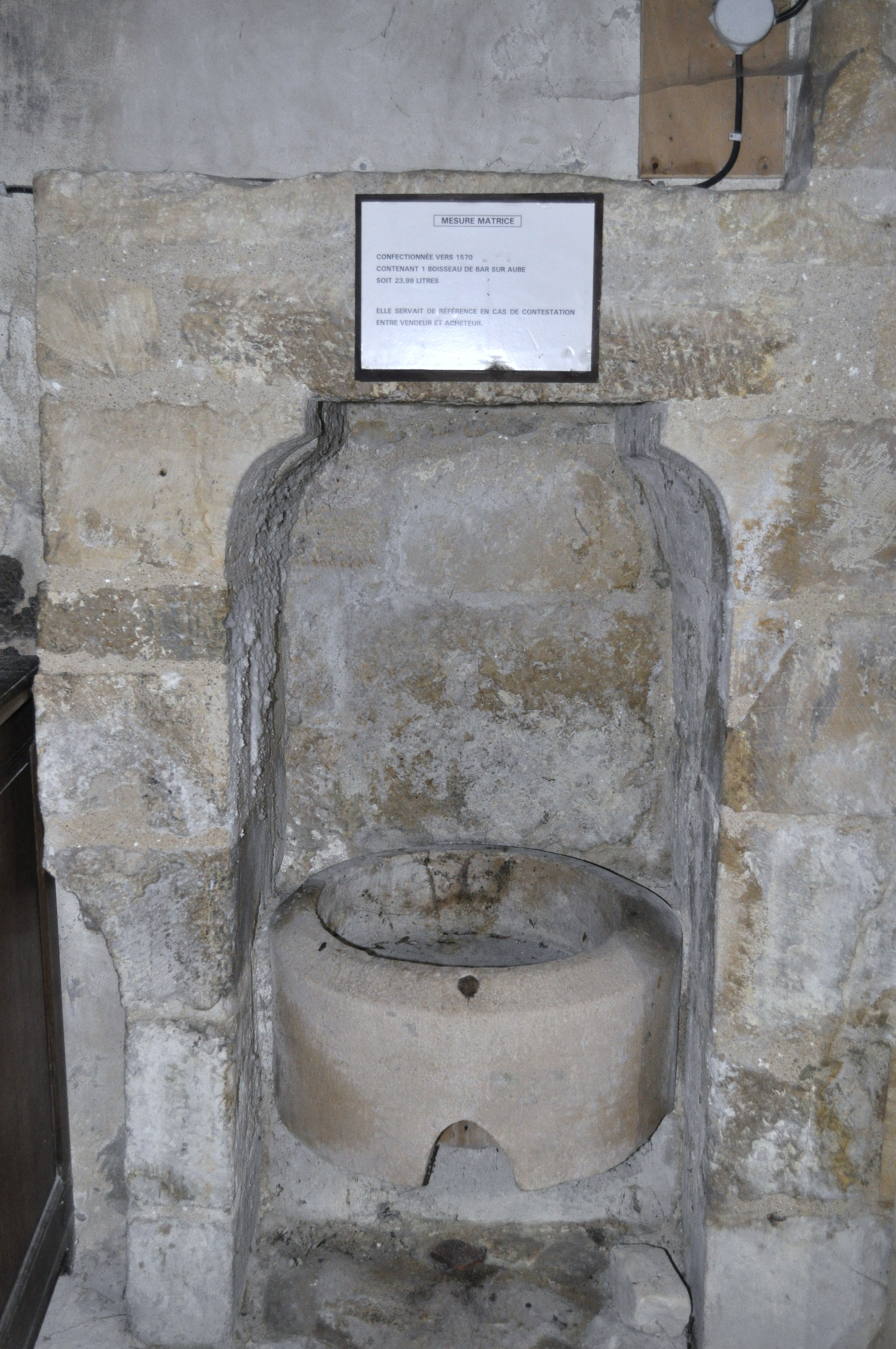
Matrice nichée dans le mur de la première chapelle qui servait de référence pour la vente des grains lors des foires.
Sur l'écriteau : confectionnée vers 1570, contenant 1 boisseau de Bar-sur-Aube, soit 23,99 litres, elle servait de référence en cas de contestation entre acheteur et vendeur.

L'édifice est classé au titre des monuments historiques en 1840.

## Description
Elle est principalement du XIIe siècle, des chapelles du XVIe siècle, les voûtes de l'abside et du chœur du XIXe siècle.
Elle est célèbre pour son halloy. Ce portique à structure de bois, qui s'étend sur le sud et l'ouest de l'édifice, abritait les foires mais servait aussi de lieu de sépulture, comme l'attestent les registres paroissiaux.
La chapelle Saint-Michel avait des revenus propres qu'elle déclarait en 1609.

### Orgues
Il provient de l'abbaye de Remiremont et est l'œuvre de Nicolas Dupont, Jean-François Vautrin et Antoine François Brice Didelot. Il fut remanié par Lété. Le buffet est l'œuvre de  Rémy Stourme en 1744.

### Maître autel
Il provient de l'abbaye de Clairvaux et est en marbre brun et marbre blanc veiné.

### Dalles
Il y a un ensemble de dalles funéraires comme celles de :
- Jean Tautant[6] du XVe,
- Anthoine Delaborde et Nicole Nolin[7] du XVe,
- Jean Joseph dit Barbillion[8] du XVe,

- Claude Paris[9] du XVIe,
- Pierre Floriot[10] du XVIe.

## Galerie d'images

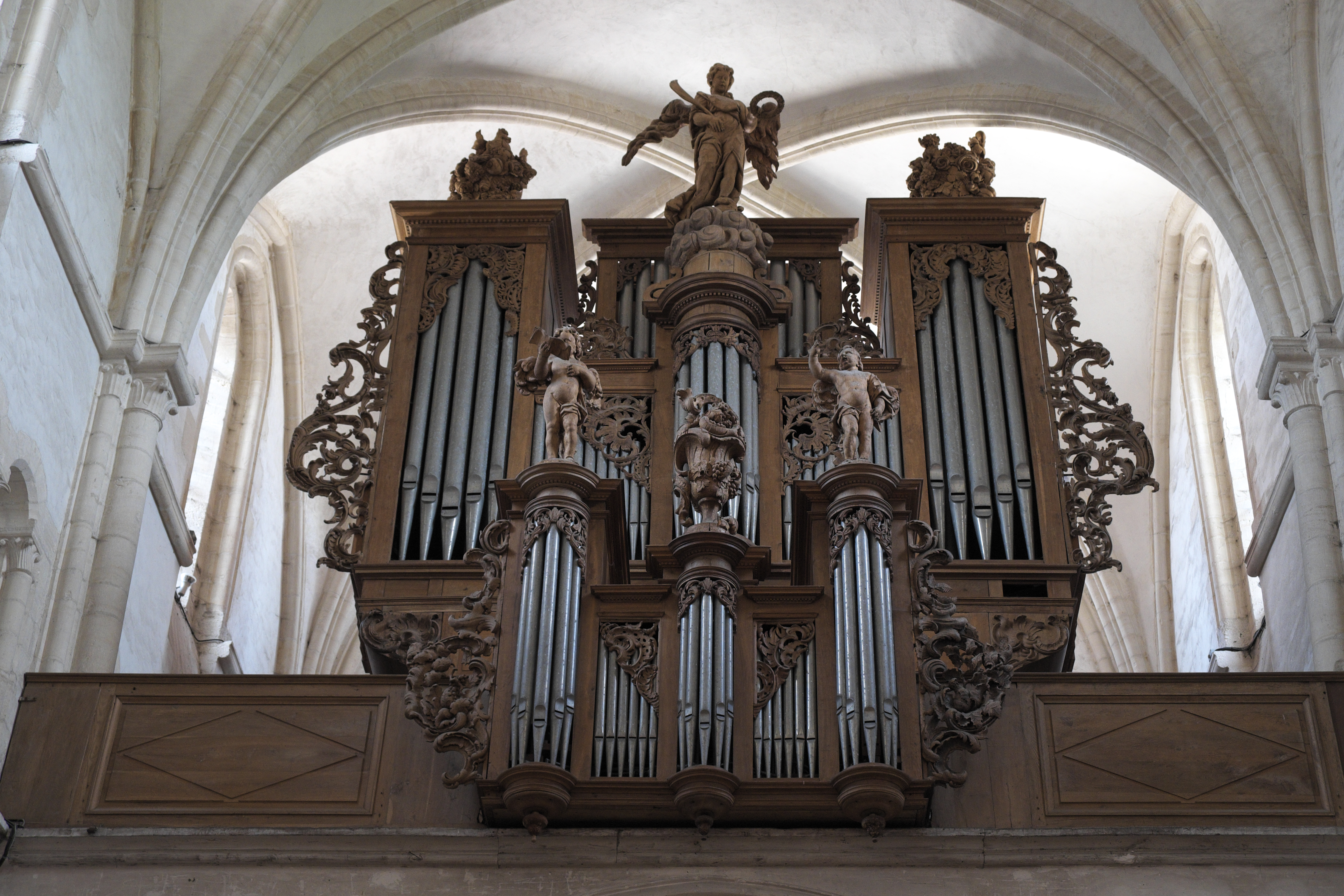
Orgues,
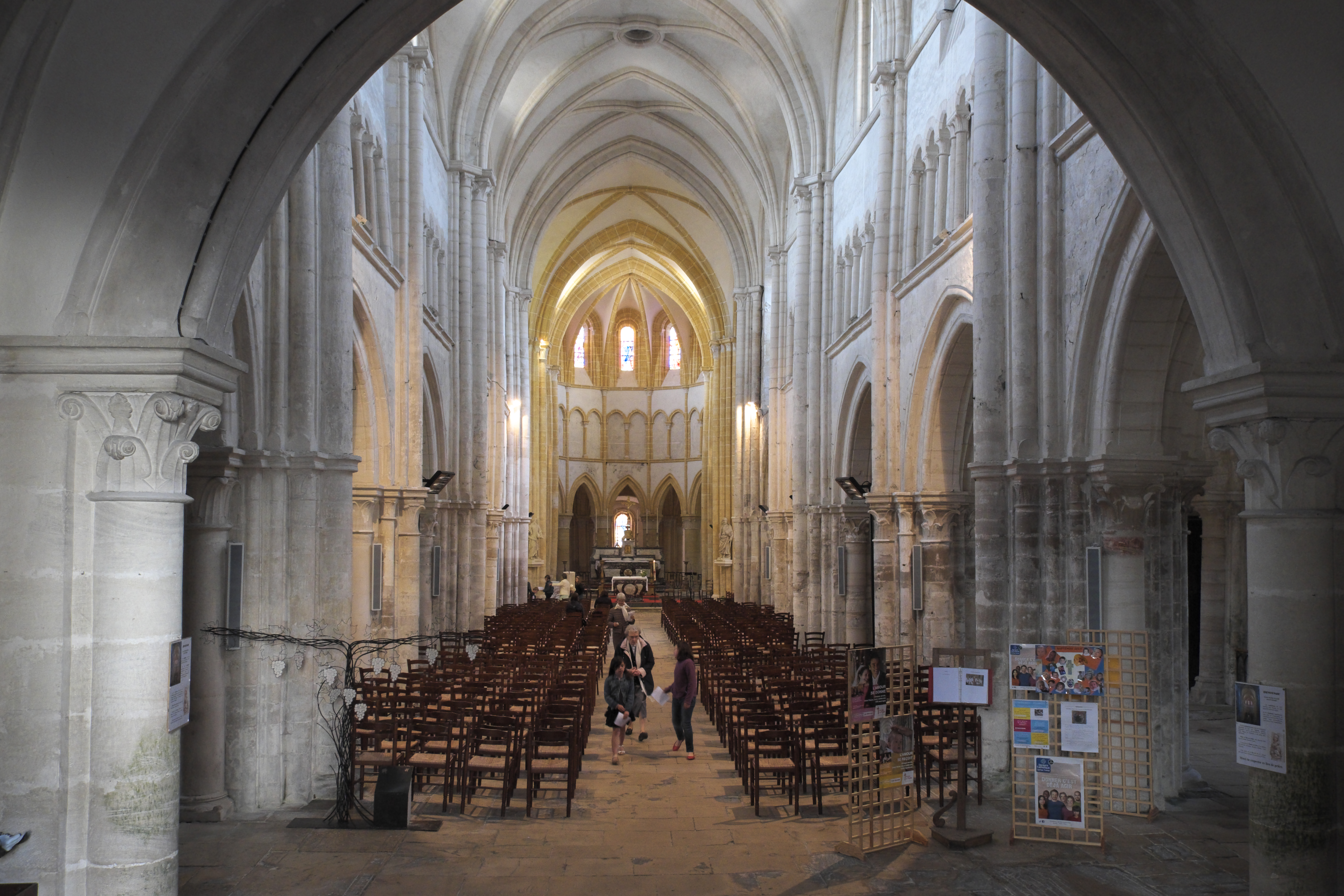
la nef,
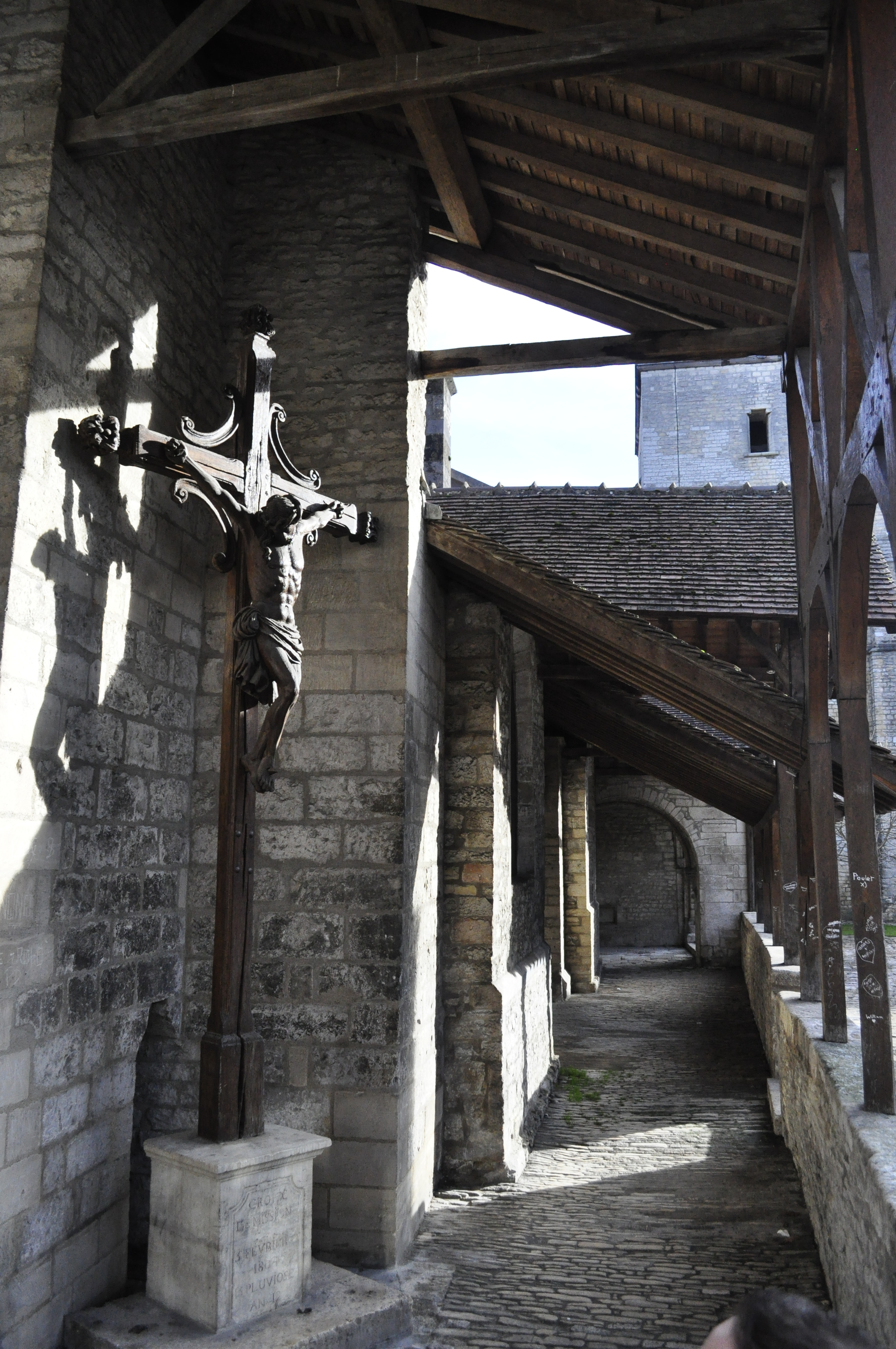
le halloy de l'intérieur,
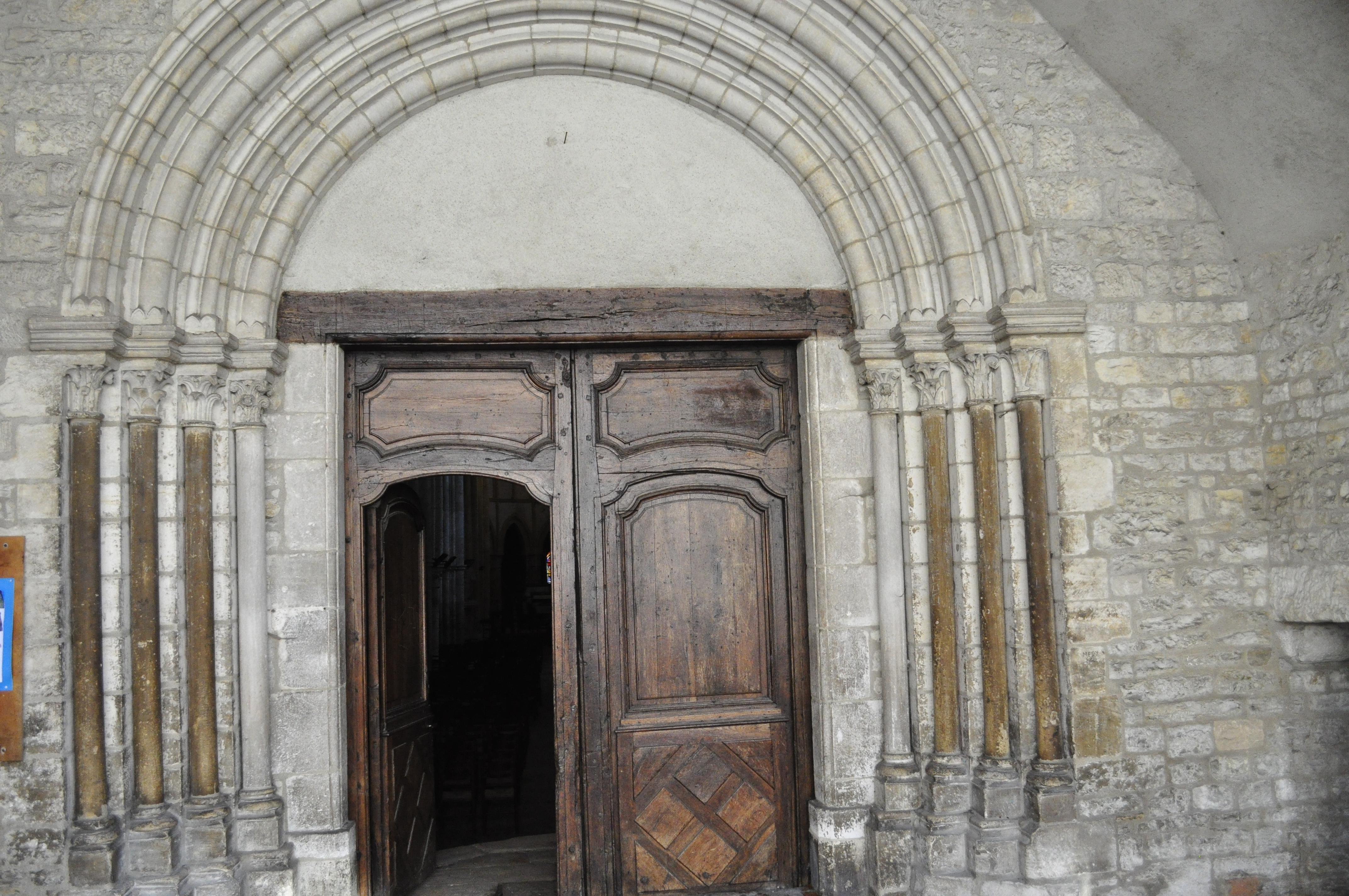
le portail.